# Jonathan Richardson

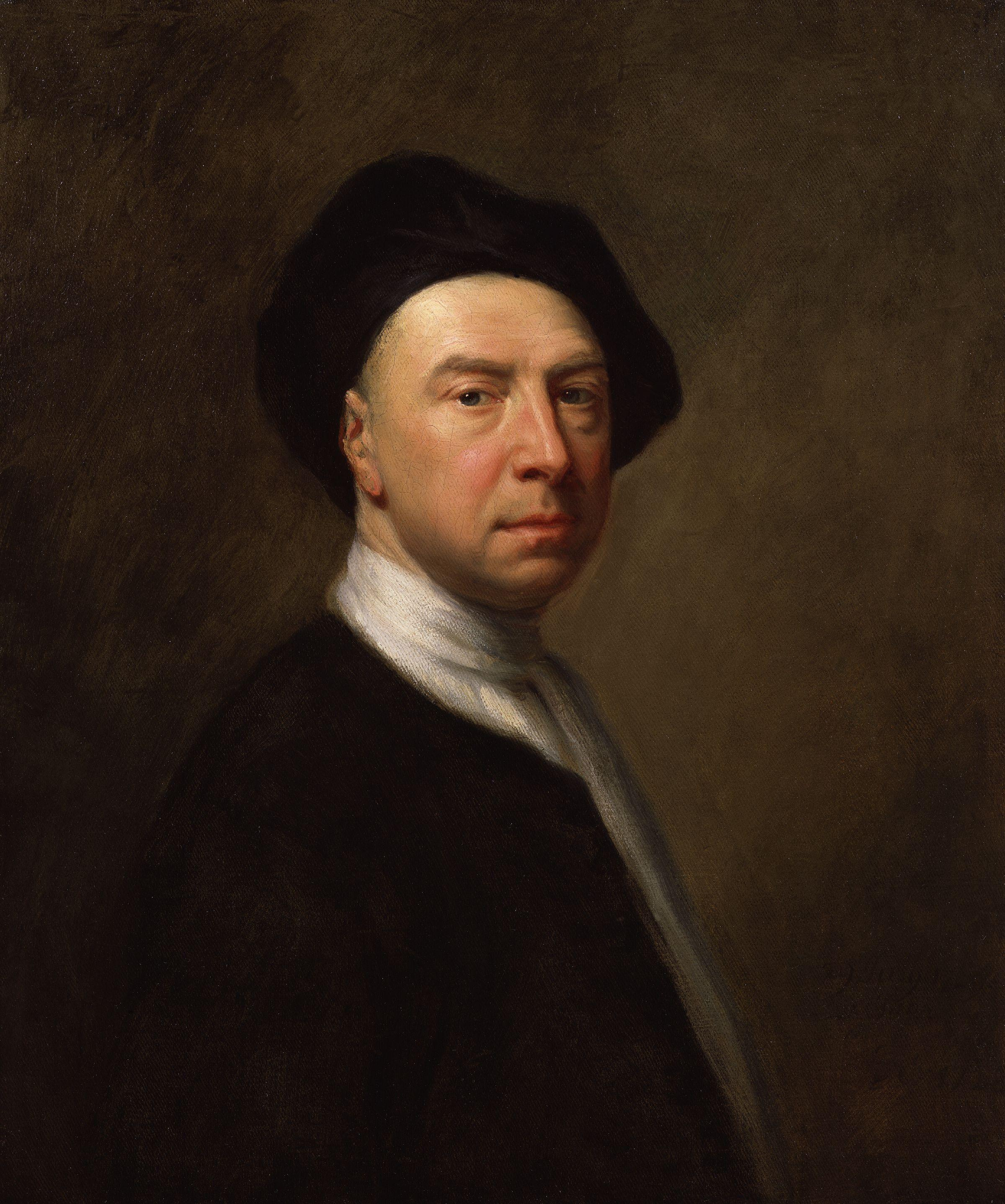
Jonathan Richardson, Selbstporträt 1729

Jonathan Richardson der Ältere (* 1665 in London; † 28. Mai 1745 in Bloomsbury) war ein britischer Porträtmaler, Kunsttheoretiker und Kunstsammler.

## Leben
Richardson wuchs bei seinem Stiefvater auf. Erst als 20-Jähriger studierte er die Malerei bei John Riley und entwickelte ein Talent in der Porträtmalerei, dass er bald Godfrey Kneller und Michael Dahl in Perfektion gleichkam. Erst Joshua Reynolds ließ Richardson in Vergessenheit geraten.
Einer seiner Schüler war Thomas Hudson, später der „Maler des britischen Establishments“, der auch von Richardson porträtiert wurde und schließlich eine seiner Töchter heiratete.
Richardson war nicht nur ein früher Kunstsammler, vielmehr war seine allmählich aufgelöste Sammlung an Zeichnungen vom Umfang her eine der größten aller Zeiten.
Sein Sohn war der Maler und Drucker Jonathan Richardson der Jüngere (1694–1771).

## Schriften
- An Essay on the Theory of Painting. London 1715. 2. Auflage 1725 (Digitalisat).
- Two discourses. I. An essay on the whole art of criticism, as it relates to painting … II. An argument in behalf of the science of a connoisseur. Churchill, London 1719; archive.org.
- An Account of Some of the Statues, Bas-Reliefs, Drawings, and Pictures in Italy. Knapton, London 1722; Textarchiv – Internet Archive.
- The works of Jonathan Richardson, containing I. The theory of painting. II. Essay on the art of criticism. III. The science of a connoisseur. London 1773.